# Wayne’s Coffee
Wayne’s Coffee — шведская сеть кофеен, основанная в Стокгольме в 1994 году. Компания специализируется на продаже кофе, свежей выпечки и лёгких закусок в скандинавском стиле. Wayne’s Coffee одной из первых в регионе начала предлагать органический кофе, произведённый с учётом принципов устойчивого развития.

## История
Первое заведение было открыто в центре Стокгольма в 1994 году. Впоследствии сеть начала активно развиваться на международном уровне. Wayne’s Coffee входит в число крупнейших шведских сетей общественного питания с международным присутствием. К началу 2020-х годов сеть насчитывала более 100 точек в десятках стран Европы и Азии.